# Дымка

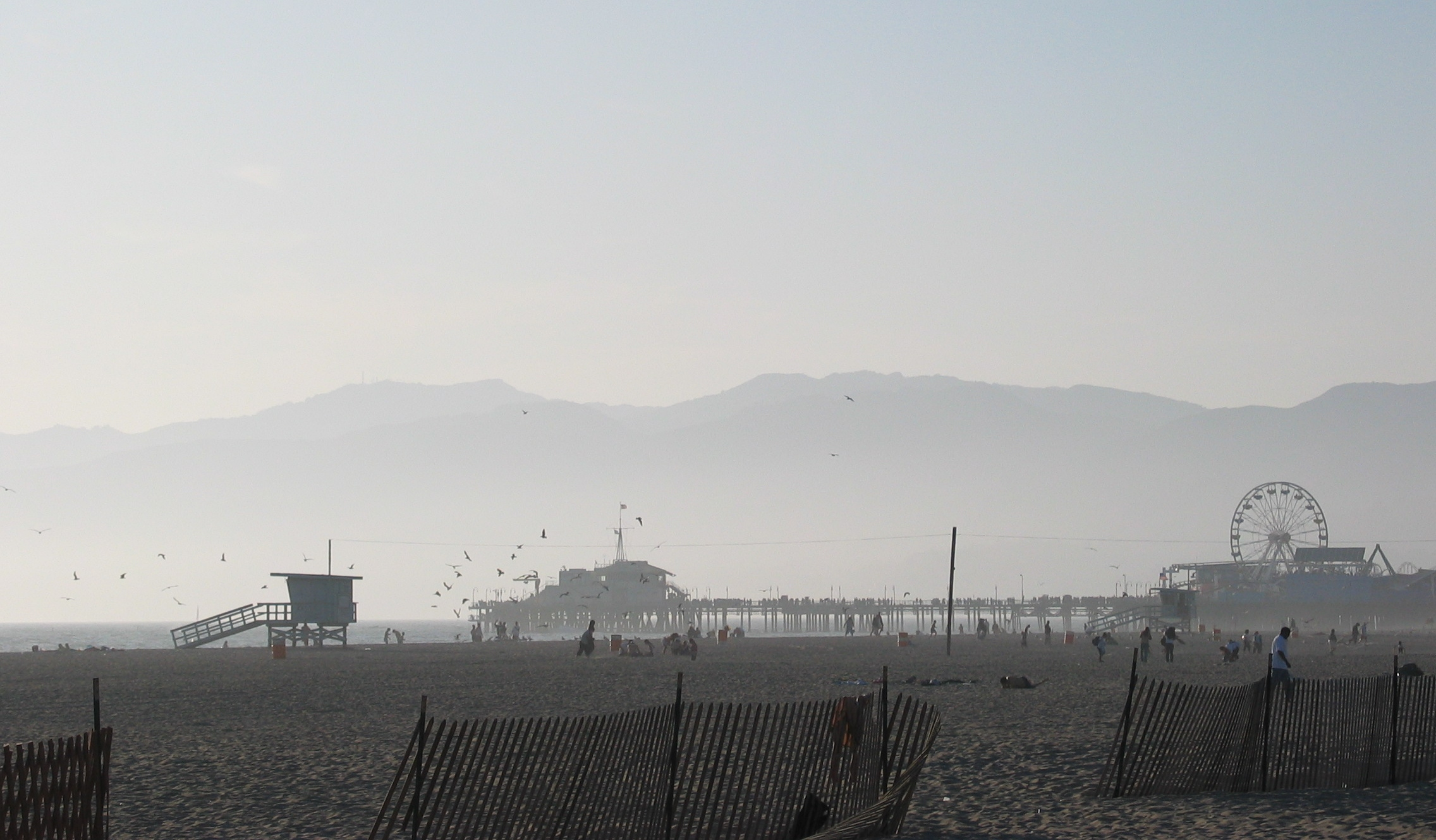
Дымка на океанском побережье Калифорнии.

Ды́мка (также возду́шная или атмосфе́рная ды́мка) — равномерная световая вуаль, возрастающая по мере удаления от наблюдателя и заволакивающая части ландшафта с видимостью более 1 км. При меньшей видимости является туманом.
Является результатом рассеяния света на взвешенных в воздухе частицах и на молекулах воздуха.
Дымка уменьшает контраст изображения, а также снижает различия в цвете далеко расположенных объектов. При достаточно сильной дымке предметы становятся неразличимыми.
В метеорологии дымкой называют атмосферное явление в виде помутнения воздуха в приземной атмосфере, вызванного наличием в воздухе продуктов конденсации водяного пара (мельчайших капелек воды или кристалликов льда). Дальность видимости при дымке колеблется в пределах от 1 до 9 км, относительная влажность воздуха составляет 85—100 %. Сходное помутнение воздуха может быть вызвано наличием частиц пыли или дыма, тогда оно называется мглой.

## Виды

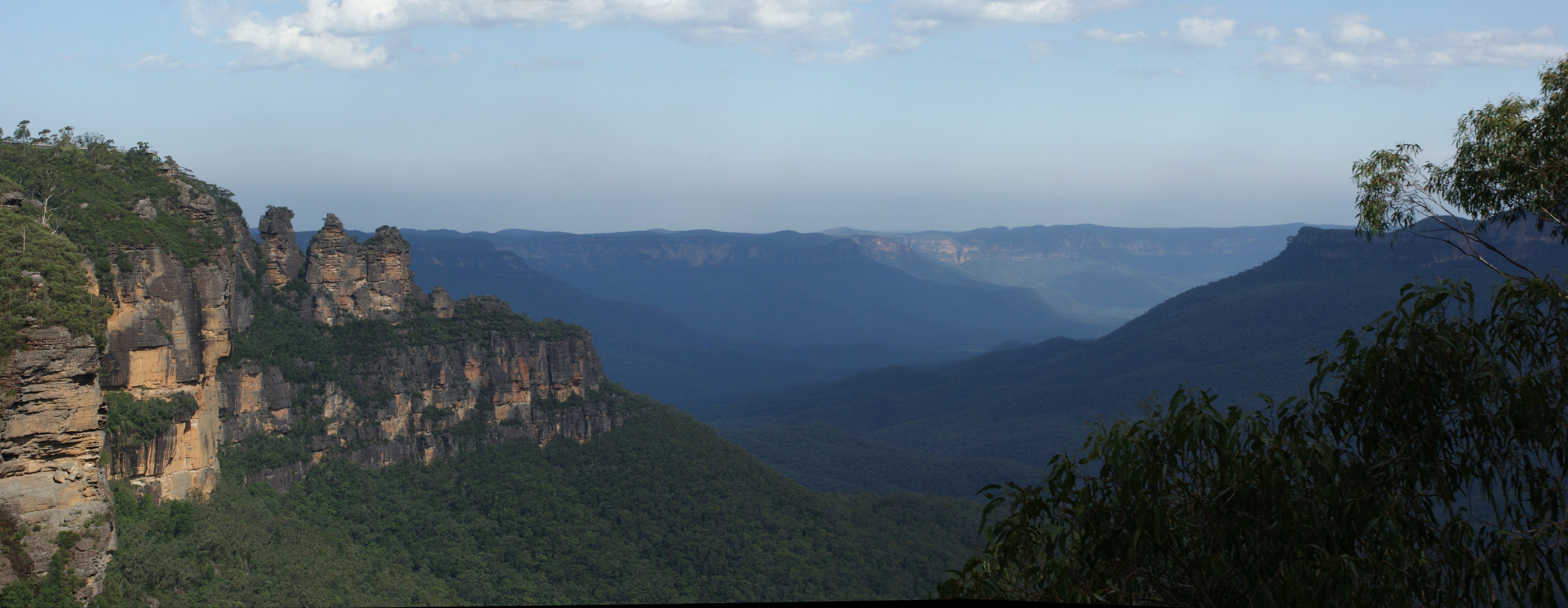
Голубые горы так названы из-за дымки, которая образуется в результате выделения эвкалиптами в воздух эфирных масел.

В зависимости от вида частиц различают:

### Молекулярная
Так называемая молекулярная дымка, рассеяние света на молекулах самой атмосферы.
В чистом воздухе коротковолновые (синие, фиолетовые) лучи рассеиваются сильнее длинноволновых (красных и жёлтых). Это приводит к тому, что тёмные далёкие предметы приобретают синюю окраску, а слабые источники света слегка желтеют. Отсюда происходит распространённое выражение «синие (или голубые) дали».
Характерные расстояния, на которых этот эффект становится заметен невооружённым глазом, — около 5 километров.

### Водяная
Порождается частицами влаги, находящимися во взвешенном состоянии в воздухе. Имеет нейтрально-белый оттенок.
Расстояния, на которых водяная дымка заметна, сильно зависят от концентрации и размера частиц влаги. Так, видимость в условиях густого тумана может падать до десятков сантиметров.

### Морозная

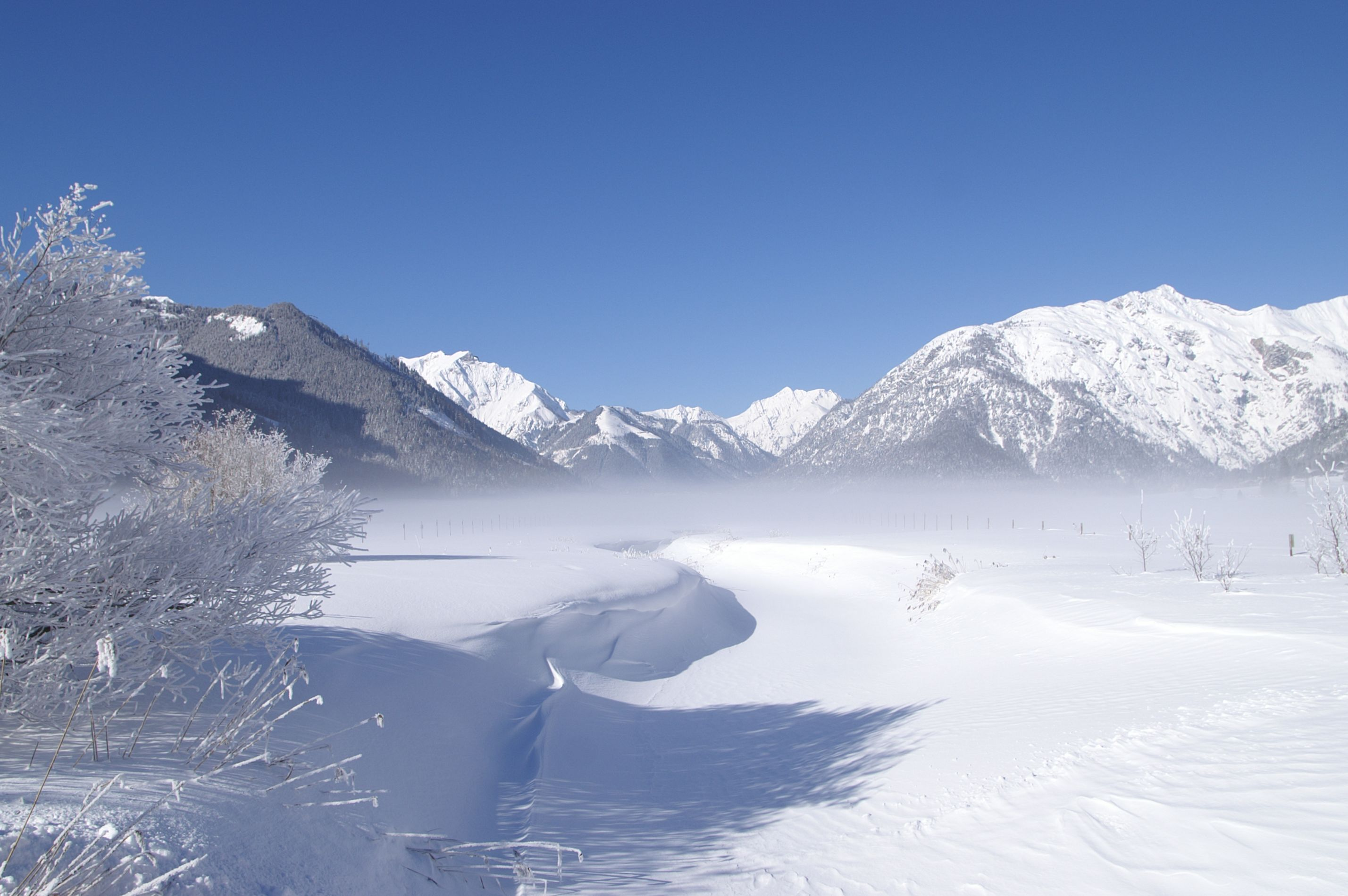
Зимняя дымка в Альпах.

При понижении температуры ниже нуля и влажности около 100 % образуются взвешенные в воздухе кристаллики льда. Такая дымка, как правило, бесцветна, однако из-за преломления и дисперсии света внутри частиц образует гало вокруг источников света и даже, в достаточно редких условиях, может привести к наблюдению зимней радуги.
Расстояния, на которых можно заметить морозную дымку зимой, составляют единицы километров.

### Пыль, дым
Если видимость ухудшена за счёт наличия в воздухе частиц пыли и дыма (особенно в городе), то подобное атмосферное явление называется мгла. Воздух имеет цвет этих частиц, и, как правило, добавляет к изображению жёлтый, бурый или красноватый оттенок. В зависимости от степени загрязнения воздуха расстояние, на котором явление хорошо видно, — от сотен метров до десятков километров.

## Условия освещения
Наиболее заметна дымка при контровом и боковом освещении, так как в этом случае асимметричные её частицы создают максимальное количество бликов.

## Устранение дымки
В научной фотографии, аэрофотосъёмке воздушная дымка вредна, и от неё стремятся избавиться правильным подбором светофильтров и светочувствительных материалов.

## Художественное применение

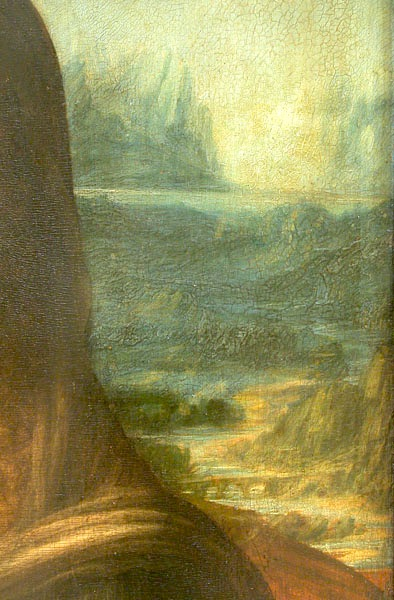
Передача дымки в технике сфумато на полотне Леонардо да Винчи.

В художественной фотографии и живописи, особенно при пейзажной съёмке, воздушная дымка является средством передачи глубины пространства на плоской картине или фотоснимке.
Благодаря её использованию предметы, расположенные на переднем плане, изображаются с большим контрастом, а границы удалённых деталей смягчаются и выглядят менее насыщенно.
Таким образом на изображении создаётся воздушная перспектива.
При фотосъёмке можно достичь усиления и ослабления эффекта воздушной дымки, применяя цветные съёмочные светофильтры.
Так, жёлтый светофильтр ослабляет голубую атмосферную дымку, но в условиях города усилит дымку, порождённую пылью.